# Actinodure de Taïwan
Espèce
Statut de conservation UICN

 LC  : Préoccupation mineure
L'Actinodure de Taïwan (Actinodura morrisoniana) est une espèce de passereau de la famille des Leiothrichidae.

## Répartition
Cet oiseau vit à Taïwan.

## Habitats
Il vit dans les forêts humides de plaines tropicales, subtropicales et tempérées.